# Can You Feel It (canción de Ross Lynch)
«Can You Feel It» es una canción de Ross Lynch lanzado como sencillo el 16 de octubre de 2012. La canción fue escrita y producida por Joleen Belle, Steve Smith, Anthony Anderson. También cantó en Austin & JESSIE & Ally: All Star New Year.

## Historial
La canción fue compuesta por los compositores y productores Joleen Belle, Steve Smith, Anthony Anderson. El 16 de octubre de 2012, fue lanzado oficialmente en iTunes.

## Actuaciones en directo
El 19 de octubre de 2012, Ross interpretó la canción en el programa especial de Disney Channel Shake It Up: Make Your Mark Dance Off.

## Lista de canciones
- EE.UU. / Descarga digital

1. "Can You Feel It" – 2:48

## Historial del lanzamiento
| País           | Fecha                 | Formato          | Sello               |
| -------------- | --------------------- | ---------------- | ------------------- |
| Estados Unidos | 16 de octubre de 2012 | Descarga digital | Walt Disney Records |